# إمام كندي (أرومية)
إمام کندي هي قرية في مقاطعة أرومية، إيران. يقدر عدد سكانها بـ 410 نسمة بحسب إحصاء 2016.